# Гильом Санш IV де Помье
Гильом Санш IV де Помье (фр. Guillaume Sanche de Pommiers, фр. Guillaume-Sans de Pommiers; (1353 — 10 апреля 1377, Бордо) — сеньор Помье (Гильом Санш IV), виконт де Фронсак.

## Биография
Сын Гильома Санша III де Помье (1315/20-1368) и Жанны де Фронсак (1320—1369), виконтессы де Фронсак.
После смерти отца унаследовал сеньорию Помье, после смерти матери — виконтство Фронсак.
Арестован в Либурне 24 марта 1377 года по приказу Томаса Фелтона, английского сенешаля Бордо, по обвинению в том, что вместе со своим отрядом собирался участвовать в войне на стороне короля Франции. Казнён в Бордо по приговору суда 10 апреля 1377 года (ему отрубили голову).
Виконство Фронсак было конфисковано и включено в состав домена герцогов Гиени.
Сестра Гильома Санша IV Маргарита де Помье, жена Пеи (Пьеро) де Фонтена (Pey de Fontaines) по прозвищу Беарнец (Perrot le Béarnais), решением суда от 25 октября 1389 года получила треть виконтства Фронсак. Другая сестра, Ассалида де Помье, жена Эли Талейрана, сеньора де Гриньоль, в 1375 году отказалась от своих прав на наследство в пользу Маргариты, но её потомки пользовались титулом виконтов де Фронсак.